# Kim Bonghvan
Kim Bonghvan (hangul: 김봉환, handzsa: 金鳳煥, RR: Kim Bong-Hwan; 1939. július 4. –) észak-koreai labdarúgó.
Az Észak-koreai válogatott tagjaként részt vett az 1966-os világbajnokságon.